# (16465) Basilrowe
(16465) Basilrowe est un astéroïde de la ceinture principale d'astéroïdes de la famille de Hungaria, également aréocroiseur.

## Description
(16465) Basilrowe est un astéroïde de la ceinture principale d'astéroïdes, de la famille de Hungaria. Il présente une orbite caractérisée par un demi-grand axe de 1,83 UA, une excentricité de 0,21 et une inclinaison de 24,3° par rapport à l'écliptique.

## Compléments